# Причинно-следственная петля

Пример схемы образования причинно-следственной временно́й петли

Причи́нно-сле́дственная петля́, называемая также причинной петлёй, — временной парадокс, в котором повторяющаяся последовательность событий являются взаимной причиной друг друга.

## Общие сведения
Причинно-следственная петля, называемая иногда причинной петлёй (англ. Causal loop), представляет собой последовательность событий, являющихся взаимной причиной друг друга. В качестве примера может быть рассмотрен катящийся по некоторой траектории бильярдный шар, перемещённый в прошлое машиной времени таким образом, что он, ударяя по самому себе, создаёт траекторию качения до перемещения во времени.

## Самоисполняющееся пророчество
Одним из примеров причинно-следственной петли является самоисполняющееся пророчество. Им называют предсказание, которое прямо или косвенно влияет на реальность так, что это предсказание неизбежно оказывается верным. Термин был предложен Робертом Мертоном (англ. Robert Merton) в статье «Самоисполняющееся пророчество» (англ. The Self-Fulfilling Prophecy), вышедшей в журнале «Antioch Review» летом 1948 года. Примером подобного пророчества является гипотетическая ситуация в вымышленном банке. Первоначально финансовые дела там идут успешно. Но однажды по неизвестной причине в банк одновременно приходит большая группа вкладчиков. Они, видя, что их немало, начинают беспокоиться. Возникает необоснованный слух, что у банка финансовые неурядицы, он несостоятелен и вскоре будет объявлен банкротом. В результате количество желающих забрать деньги резко увеличивается. Возникает паника. Банк не имеет физической возможности выполнить обязательства по вкладам и в итоге действительно признаётся несостоятельным и объявляется банкротом.

## Принцип самосогласованности Новикова
Принцип самосогласованности Новикова утверждает, что существование причинных петель может не нарушать принцип причинности, то есть гипотетически возможно. В упрощённой форме он постулирует, что при перемещении в прошлое вероятность действия, изменяющего уже случившееся с путешественником событие, стремится к нулю. В научной литературе впервые об этой идее в 1975 году заявили Я. Б. Зельдович и И. Д. Новиков. Утверждается, что существование замкнутых времениподобных линий не обязательно приводит к нарушению принципа причинности. События на такой линии могут влиять друг на друга по замкнутому циклу, то есть быть «самосогласованными». Аналогичное соображение встречается и в более поздней книге Новикова, но строгая формулировка принципа появилась лишь в 1990 году:

Мы формулируем эту точку зрения в виде принципа самосогласованности, который постулирует, что из всех возможных моделей, допускаемых известными законами физики, в нашей Вселенной локально могут существовать только те, которые глобально самосогласованы. Этот принцип позволяет исследователям строить решения физических уравнений только при условии, что локальное решение может быть расширено до части (не обязательно уникальной) глобального решения, которое определено для всех частей пространства-времени за исключением сингулярностей.
Оригинальный текст (англ.)We shall embody this viewpoint in a principle of self-consistency, which states that the only solutions to the laws of physics that can occur locally in the real Universe are those which are globally self-consistent. This principle allows one to build a local solution to the equations of physics only if that local solution can be extended to a part of a (not necessarily unique) global solution, which is well defined throughout the nonsingular regions of the spacetime.